# Svarttjärnen, Halland
Svarttjärnen är en sjö i Kungsbacka kommun i Halland och ingår i Rolfsåns huvudavrinningsområde. Sjön är 11,5 meter djup, har en yta på 0,03 kvadratkilometer och befinner sig 85 meter över havet.